# أحمد أديب صالح
المقدم أحمد أديب (1888-1964)، ضابط عسكري عراقي.

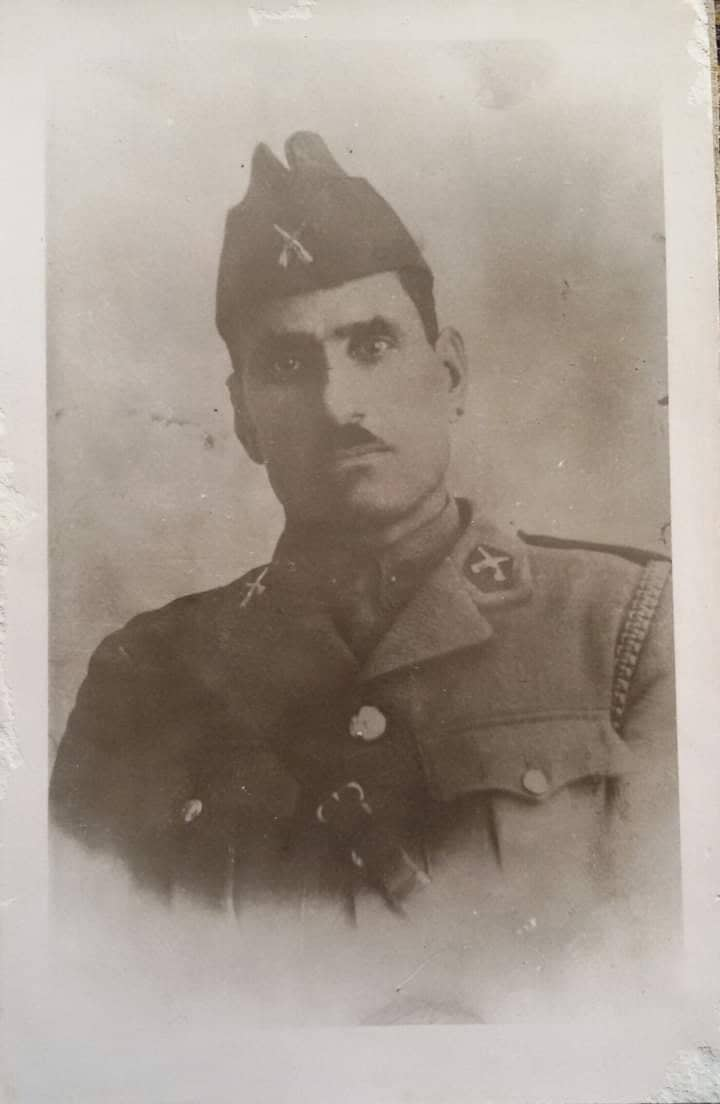
صورة أحمدأديب بن صالح أفندي في عهد المملكة العراقية في عقد الثلاثينيات من القرن الماضي

## ولادته ونشأته
ولد أحمد بن صالح أفندي في مدينة كركوك في محلة إمام قاسم عام 1888م، ونسبهُ هو أحمد أديب بن صالح أفندي الكركوكلي بن علي بن شيت، كان والده صالح أفندي تاجرا في تجارة التتن والفواكه. وأديب هي كنية عثمانية حصل عليها عندما كان في الجيش العثماني ليصبح بعد ذلك اسمه احمداديب وكنية العائلة (اديب). نشأ أحمد في كركوك وبعد اكمالهِ الدراسة الأولية في المدارس الرشدية، سافر إلى إسطنبول وهنالك دخل المدرسة الحربية العثمانية في إسطنبول عام 1906، وتخرج بشهادة (دبلوم)، برتبة ملازم ثاني في 13 شعبان 1325هـ/ 1909م، وأحيل إلى (الأوردي السادس) أي الفيلق العثماني السادس في سردشت في شمال العراق. وبأمر من الوالي العثماني ناظم باشا تعين في موقع بغداد في 16 ذي القعدة 1330هـ/ 1914م، وابلغ من قبل قائد الفرقة نور الدين بك بترفيعهُ إلى رتبة ملازم أول. وكان يحسن التحدث بعدة لغات ومنها التركية العثمانية والكردية والعربية.
شارك المقدم أحمد أديب في معارك الحرب العالمية الأولى ضمن قوات الجيش العثماني في عام 1914، وأسر من قبل قوات الجيش الإنكليزي ونفي إلى الهند، التحق بعدها بالجيش العربي في ثورة الحجاز، بقيادة شريف مكة الحسين بن علي، تحت قيادة الأمير علي بن الشريف الحسين.
عاد إلى العراق عام 1924، بعد تأسيس المملكة العراقية وقيام الحكم الوطني عام 1921، انخرط في صفوف الجيش العراقي، وشغل منصب آمر سرية في فوج موسى الكاظم، وتقلد عدة مناصب مهمة منها مدير تجنيد الموصل وكركوك والبصرة، وشغل منصب عضو في المحكمة العسكرية ببغداد. ثم أحيل على التقاعد في عقد الخمسينيات من القرن العشرين.

## من مؤلفاته
ألف أحمد أديب كتاباً عن كيفية استخراج اليوم الأول من الشهر العربي، أسمهُ (القواعد الفلكية في استخراج أول يوم من أيام الأشهر العربية) طبع في بغداد في المطبعة العربية سنة 1950.

## من أولاده
- عبد القادر أحمد أديب، وكان ضابط برتبة عميد في الجيش العراقي، شغل منصب رئيس محكمة أمن الدولة الثانية في عام 1966، ومنصب آمر لواء 18 في الجيش.
- صدر الدين أحمد أديب، وهو خريج كلية الشريعة، وعمل أستاذ لمادة اللغة العربية ثم محامي أحوال شخصية، شارك ضمن صفوف المجاهدين لتحرير أرض فلسطين عام 1948.

## وفاته
توفي المقدم أحمد أديب عام 1964، في دارهِ الواقعة بمحلة النصة في منطقة الأعظمية ببغداد عن عمر ناهز 76 عاماً.